# آر. كلينت كول
آر. كلينت كول (بالإنجليزية: R. Clint Cole)‏ هو محامي وسياسي أمريكي، ولد في 21 أغسطس 1870 في الولايات المتحدة، وتوفي في 8 فبراير 1957 في فندلي في الولايات المتحدة. حزبياً، نشط في الحزب الجمهوري. وقد انتخب عضو مجلس النواب الأمريكي.